# Hjejlen
Die Hjejlen ist ein historischer dänischer Seitenraddampfer aus dem Jahre 1861.

## Geschichte
Gebaut wurde das Binnendampfschiff in Kopenhagen bei Baumgarten & Burmeisters Maskinbyggeri, später als Burmeister & Wain bekannt. Das Schiff hat die Werftneubau-Nr. 15, davon wurden jedoch nur zwei Dampfschiffe gebaut.
Der Stapellauf erfolgte am 11. Juni 1861. Am 15. Juni wurde die Hjejlen an ihren Einsatzort überführt und am 24. Juni 1861 in Anwesenheit des Königs Frederik VII. offiziell in Betrieb genommen.

## Technik
Das Steuerhaus und der Maschinenraum ist mittschiffs gelegen. Die Maschinenleistung beträgt rund 25 PS. Der Tiefgang ist mit 1,70 Meter dem Einsatzgebiet entsprechend gering. Die beiden Schaufellaufräder sind ebenfalls mittschiffs montiert, eines auf jeder Seite. Die Länge des Stahlrumpfes beträgt 26,90 Meter (Wasserlinie 25,70 Meter) und die Rumpfbreite beträgt 3,80 Meter.
Das Schiff hat einen freien Bugteil mit Sitzbänken, während sein hinterer Teil über einen geschlossenen Salon (unter Deck), der der Louise Gräfin Danner gewidmet wurde, verfügt. Im Heckbereich befinden sich die mit Lichtdach versehenen Freisitze. Betreiber ist „Hjejleselskabet Reederei“, die noch weitere historische Schiffe betreibt.

## Besonderheiten

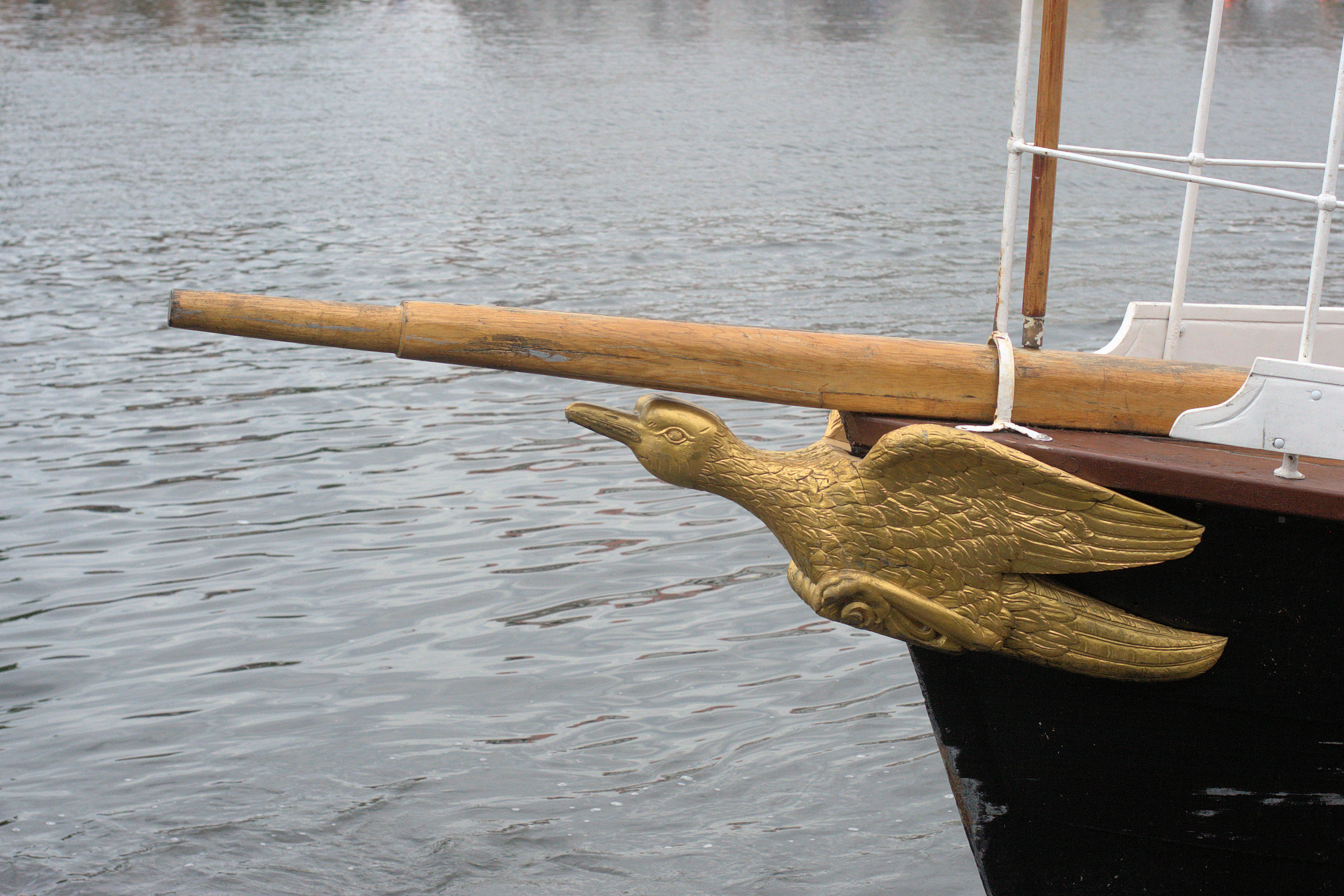
Galionsfigur Hjejle = Goldregenpfeifer

Die Hjejlen ist das älteste Dampfschiff in Dänemark, das noch heute im Seengebiet von Silkeborg verkehrt. Im Jahr 2011 feierte das Schiff seinen 150. Geburtstag mit der Anwesenheit von Königin Margrethe II. Zu diesem Anlass gab Danmarks Nationalbank eine Jubiläumsmünze heraus.